# Берг (Норвегия)
Берг (норв. Berg) — бывшая коммуна в фюльке Тромс в Норвегии. 1 января 2020 года была объединена с Ленвиком, Торскеном и Транёем в коммуну Сенья.
Административный центр — деревня Скаланн. Омывается водами Атлантического океана с западной стороны острова Сенья.
Берг был признан коммуной 1 января 1838 года. Новая коммуна Торскен была отделена от Берга 1 января 1902 года.
Коммуна являлась первым местом в мире, где началась утилизация отходов Гидроэлектростанций на территории рудников в Хамне.
Первая женщина-пастор лютеранской Церкви Норвегии проповедовала в местном приходе с 1961 года.

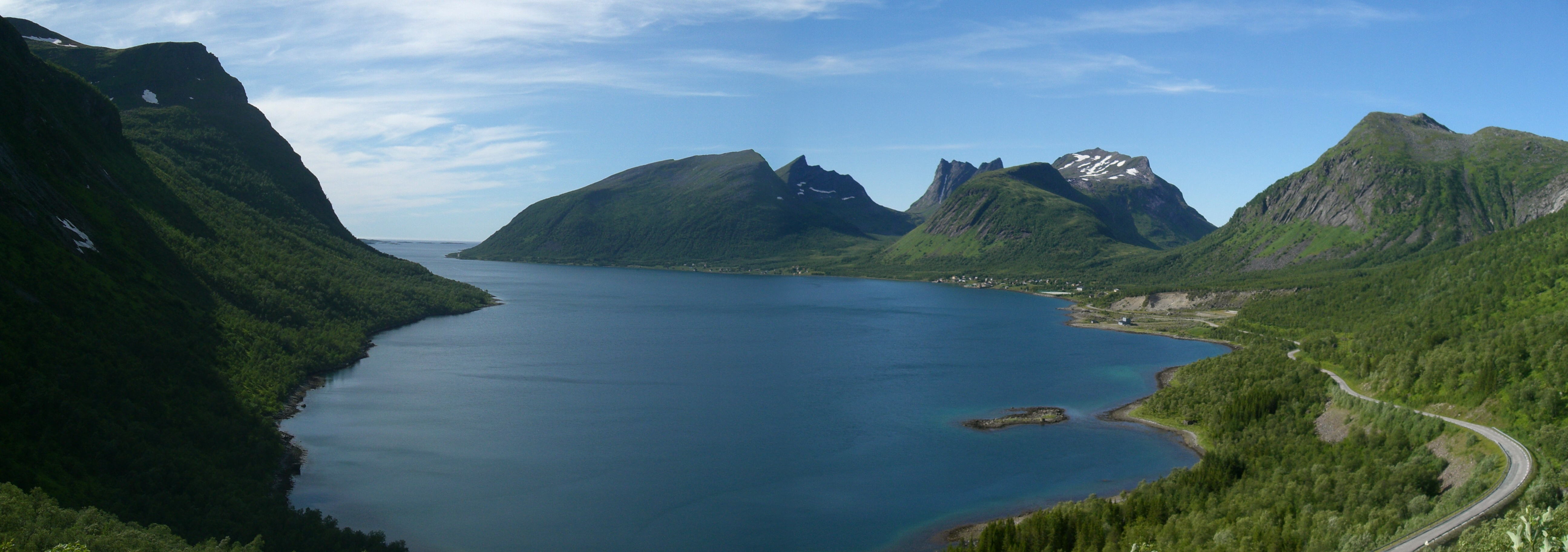
Бергсфьорд

## Общая информация

### Название
Коммуна (первоначально приход) была названа в честь старой фермы Berg (старонорвежский: Berg). Название связывают со словом berg, которое означает гора.

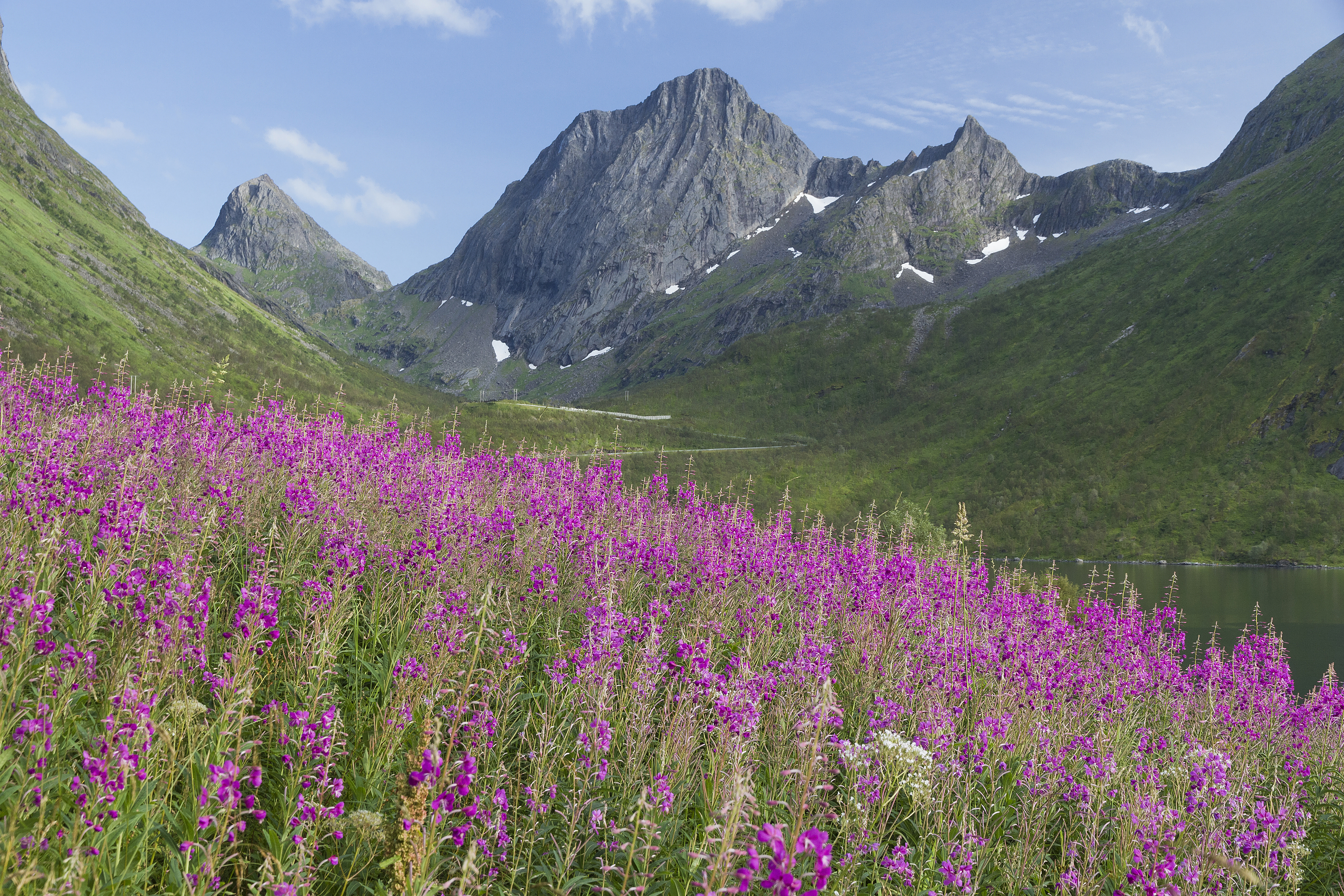
Вид на горы с берега Бергсфьорда, поросшего Иван-чай узколистный|иван-чаем узколистным (Chamerion angustifolium) (2014)

### Герб
У коммуны современный герб. Он был принят 2 октября 1987 года. На гербе изображён профиль трёх гор: Трелен, Оксен и Кьёлва. Цвета герба представляют «зимнюю темноту», «чёрное море» и «светлый период времени».